# Vittrup Kirke
Vittrup Kirke er en kirke i landsbyen Vittrup i Vendsyssel. Kirken er opført i 1937 ved arkitekt Bertel Jensen som en langhuskirke med rund apsisafslutning mod øst. Kirken kaldes i kaldtes også Børglum Vestre Kirke men skiftede navn efter 1970. Bertel Jensen tegnede også Børglum Kirke.
I apsisrundingen står alterbordet, som er muret af gule mursten. På alteret står et krucifiks, skåret af Hjalte Skovgaard. Døbefonten i granit er udført i romanske stilformer i nyere tid.